# Hipólito Yrigoyen (Misiones)
Hipólito Yrigoyen é um município argentino da província de Misiones, situado dentro do departamento San Ignacio. 